# Bréchaumont
Bréchaumont là một xã thuộc tỉnh Haut-Rhin trong vùng Grand Est, đồng bắc Pháp. Xã này có diện tích 6,51 km², dân số năm 1999 là 402 người. Khu vực này có độ cao trung bình 348 mét trên mực nước biển.